# ベニグノ・アキノ・ジュニア

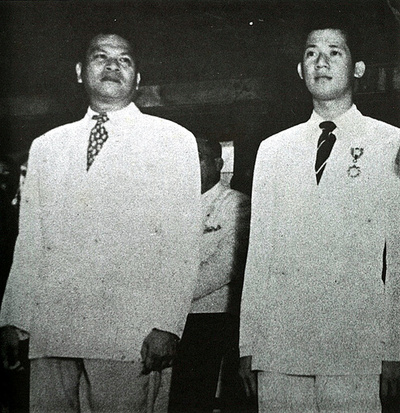
（左から）ラモン・マグサイサイとベニグノ・アキノ（1951年）

“ニノイ”ベニグノ・シメオン・アキノ・ジュニア（英語: Benigno Simeon "Ninoy" Aquino, Jr., 1932年11月27日 - 1983年8月21日）は、フィリピンの政治家。上院議員（1期）、大統領国防省顧問、タルラック州知事（2期）、タルラック州副知事、コンセプシオン市長（1期）、自由党幹事長を務めた。通称が「ニノイ」であったため、ニノイ・アキノという呼び名で知られた。
独裁体制を敷いたフェルディナンド・マルコス大統領時代、国民に広く人気があったベニグノ・アキノは、マルコス政権にとっての脅威であり国外追放されていたが、追放先のアメリカ合衆国から帰国した際、マニラ国際空港で暗殺された。ニノイの死後、エドゥサ革命によりマルコス政権は崩壊し、ベニグノの妻コラソン・アキノ（コリー）がフィリピン大統領に就任した。

## 生涯

### 人気政治家
ベニグノ・アキノは、タルラック州コンセプシオンで、地元の名士の家に生まれた。祖父はエミリオ・アギナルドの側近として活躍し、父ベニグノ・アキノ・シニアもホセ・ラウレル政権下で活躍した政治家だったが、晩年は太平洋戦争時の対日協力者として批判を受けた。父の死後、ニノイは大学を中退しジャーナリストになった。
1954年、ラモン・マグサイサイ大統領の下で働いていたニノイは、反政府グループであるフクバラハップのリーダー、ルイス・タルクを説得して投降させるようにという命令を受けた。4カ月にもわたる熱心な説得の末に、タルクは無条件投降した。ニノイの名声は高まり、22歳にしてコンセプシオン市の市長に就任した。同年、コラソン・コファンコと結婚した。
1961年、タルラック州の知事に当選し、1966年には自由党の幹事長に就任した。1967年には35歳で上院議員に当選。これは、現代に至るまで、フィリピン史上最年少での上院議員当選の記録として、いまだ破られていない。

### 投獄と追放
1972年、フェルディナンド・マルコス大統領がフィリピン全土に戒厳令を敷き、反政府側の危険人物とされたニノイは「政府転覆の陰謀と武器の不法所持、殺人」の容疑で逮捕・投獄された。ニノイは1977年に死刑を宣告されたが、国民に人気のあるニノイを処刑することはできず、マルコスは1980年に「アメリカ合衆国で手術を受けさせる」という名目で、ニノイをフィリピン共和国から追放した。

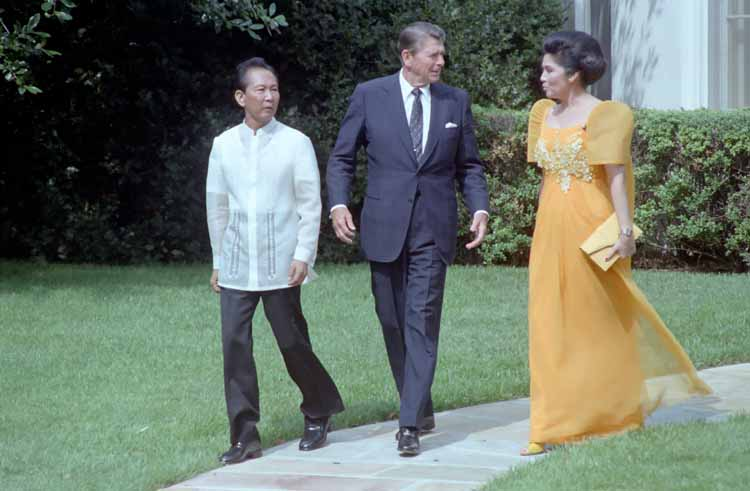
マルコス大統領とイメルダ夫人、中央はアメリカのロナルド・レーガン大統領

収監中、ニノイはカトリックやマハトマ・ガンディー、マーティン・ルーサー・キングの著書から大きな影響を受けた。以後、ニノイは非暴力主義を掲げながらマルコス政権を批判するようになる。
ニノイは、マルコス政権を厳しく批判しながらも、国民に対しては決して暴力に訴えないよう常に求めていた。ニノイが強い思想性を帯びるようになったことは、後に妻のコリー・アキノが、政治家としての姿勢に強い影響を与えることになり、ニノイが死後「殉教者」として称えられることになる基盤を作った。

### 暗殺
1983年、ニノイはフィリピン帰国を決意した。経由地の中華民国台北市のホテルで、TBSテレビ『JNN報道特集』のインタビューに応じ、「明日は殺されるかも知れない。事件は空港で一瞬のうちに終わる」と話した。
8月21日、フィリピン軍の兵士たちが厳重に警戒にあたっていたマニラ国際空港に、ニノイは台北空港から乗ってきた中華航空811便（ボーイング767-200、機体記号B-1836）で到着した。機内には、アキノ帰国を取材するために多くの取材陣が同乗しており、テレビカメラによる撮影もされていた。そこへ3人の兵士が旅客機に乗り込み、ニノイを機外へと連れ出しに来た。兵士は、立ち上がってニノイと一緒に出ようとした、義弟ケン・カシワハラに「You just take a seat! （お前は座っていろ!）」と告げた。ニノイは兵士と共にボーディングブリッジ側のタラップを降りると、10秒後に頭を撃たれて即死した。ニノイ最期の言葉は、飛行機を降りる直前に同行していた記者に言った「必ず何かが起こるから、ビデオカメラを回し続けておいてくれ」だった。
同行していたTBSの横井義雄カメラマンおよび米ABCの大串雅昭カメラマン（この映像で米・エミー賞を受賞）は、ニノイがボーディングブリッジ脇のタラップに降り立った直後の銃声と、続けて窓の外に見えた光景、地面に横たわった彼と青服の男の遺体を捉えたが、彼らは飛行機の出入口付近で足止めされたために発砲の瞬間を撮ることはできなかった。しかし、両脇をフィリピン軍兵士に抱えられてニノイがタラップを降り始めたその時、「プシラ!プシラ!（撃て、撃て!）」とフィリピン兵がタラップ下で待機していた暗殺犯に命じた声がTBSの映像に残され、その直後に複数の銃声が轟いてニノイらは狙撃された。その後、数人の兵士がアキノの左腕を引っ張り上げながら遺体を運び出す姿も捉えられていた。
事件後にフィリピン政府は、「アキノ氏は空港警備員を装った男によって射殺され、その場で犯人は射殺された」と発表した。ニノイに同行取材していた日本人ジャーナリストの若宮清は、連行していた兵士がニノイを撃つのを目撃したと語った。しかし、マルコス独裁体制下にあった時のフィリピン政府は乗客らの目撃証言を黙殺し、事件は政府や軍部とは無関係の、フィリピン共産党傘下ゲリラ組織「新人民軍」のロランド・ガルマン（Rolando Galman）なる人物の単独犯行であると発表した。

### 暗殺後
TBSは、事件から1週間後の8月28日に、報道番組『JNN報道特集』で「アキノ白昼の暗殺」と題した特別番組を放送した（1984年度日本新聞協会賞を受賞）。この番組では撮影した事件映像を基に、フィリピン政府発表の矛盾点をあぶり出した。
- まず、フィリピン政府の当初発表では「連行兵士は3人」だったのに、映像ではボーディングブリッジの中で途中から、肩からホルスターを吊ったもう1人の兵士が加わっていた。また、「犯人はタラップ下にいた青シャツの民間人ガルマン」と発表されたが、遺体の銃痕は後頭部から上あごへ斜めに抜けていた。
- 出演した銃器専門家によれば、ガルマンの凶器とされた.357マグナム弾を使う銃を至近距離から発射した場合、頭部は酷く破砕され、遺体にあるようなきれいな銃痕は残らないとされた。
- 番組の結論として、連行兵士は3人でなく4人で、またガルマン犯行説は合理性に欠けるとフィリピン政府発表に疑問を呈し、ニノイがタラップを降りる途中で連行兵士に撃たれた可能性を指摘した[1]。

その後、フィリピン政府は「連行兵士は実行部隊の4人に加え指揮官1人の合計5人」と訂正発表を行った。
後に、暗殺に使われた銃はガルマンが持っていたとされるリボルバーではなく、フィリピン兵士が携帯するコルト・ガバメントであったことが日本音響研究所の鈴木松美による発砲音鑑定により確認されている。さらに鈴木が航空機のジェットエンジンのノイズを除去した音声を分析したところ、ニノイに同行した兵士たち4人が「アコナ（俺がやる）」「プシラ（撃て）」と発砲直前に叫んでいたことが判明し、鈴木はこれをフィリピンの法廷で証言した。
この事件が起こった頃、マルコスは部下に指示を下せる状況ではなく、10日前に腎移植手術を受けたが、術後の状態が思わしくなかった。病床でニュースを聞いたマルコスは翌日、体調がすぐれぬままテレビカメラの前で記者会見を行い、調査委員会の設置を指示した。調査委員会は、軍の高官を含む多くの人々を共謀の疑いで告発したが、彼らはすぐに無罪釈放となった。滑走路の警備にあたっていた兵士たちは無期懲役を宣告され、投獄された。兵士たちは後に恩赦で懲役22年に減刑されているが、ある兵士は、黒幕はマルコスの親友でコリーのいとこにあたるエドアルド・"ダンディン"・コファンコであったと証言している。
8月31日に行われたニノイの葬儀は午前9時に始まったが、あまりに多くの群集が集まったため、棺が墓地に収められたのは12時間後の午後9時になった。葬儀ミサは、フィリピンのカトリック教会のトップであるハイメ・シン枢機卿が司式し、サント・ドミンゴ教会で行われた。200万人の人々が街頭に出て、ニノイの棺を見送った。さらに、数百万人の人々がラジオで葬儀の実況を聞いていた。ほとんどのマスメディアは、マルコス政権の不興を買うことを恐れて放送を見送ったが、唯一カトリック教会が後援するラジオ・ベリタス一局が、葬儀の模様を実況中継した。葬儀では、人々はマルコス政権への怒りを示すことはなく冷静だったが、唯一の例外は、棺がリサール公園の中を通った際、記念碑のところにあった国旗が、民衆によって力ずくで半旗にされたことであった。

### マルコス政権の終焉

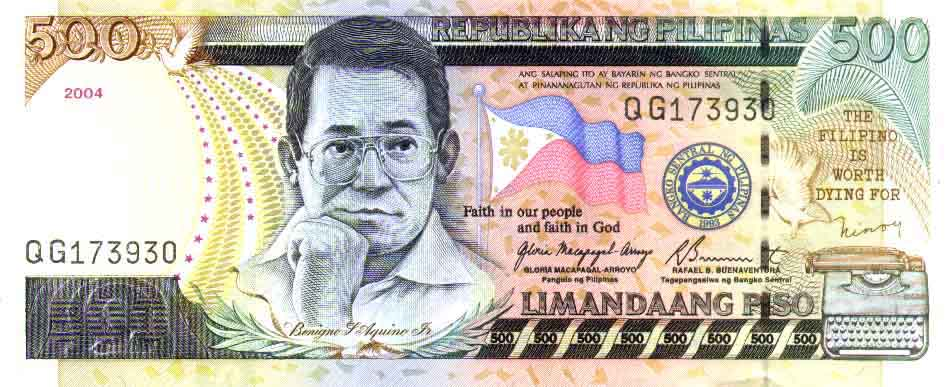
1987年発行券の500ペソ紙幣（失効券）。

ニノイの暗殺は、反マルコスの機運を爆発させることになった。それまで散発的な行動でしかなかった反マルコス運動が、一夜にしてフィリピン全土を覆うようになっていた。首都マニラ首都圏では、貧富の差を越えて多くの人々が立ち上がった。貧窮にあえぐ民衆だけでなく、実業家たちもマルコスの政治に限界を感じていた。さらに、暗殺現場に居合わせたカメラマンの映像を基にした、TBS制作の『JNN報道特集』が、海賊版としてフィリピン各地で上映されたことも拍車をかけた。
ニノイが殺害されたことで、マルコスが政権内を完全にコントロールし切れていないことの証左となり、マルコスの弱さを露呈することになった。フィリピン全土に波及し始めた政情不安は、アメリカ合衆国の注目を引いた。やがて世界がフィリピンの動向に注目し始めると、イメルダ夫人の豪勢な生活スタイルやマルコス大統領の独裁体制に非難が集中するようになった。
親米のフィリピン全土が内乱状態に陥るような事態は、アメリカ合衆国連邦政府も望んでおらず、アメリカ合衆国大統領ロナルド・レーガンもマルコスに対し、ニノイ暗殺の責任があるといって非難するようになったが、後に国外へ逃れたマルコスをハワイ州に迎え入れている。

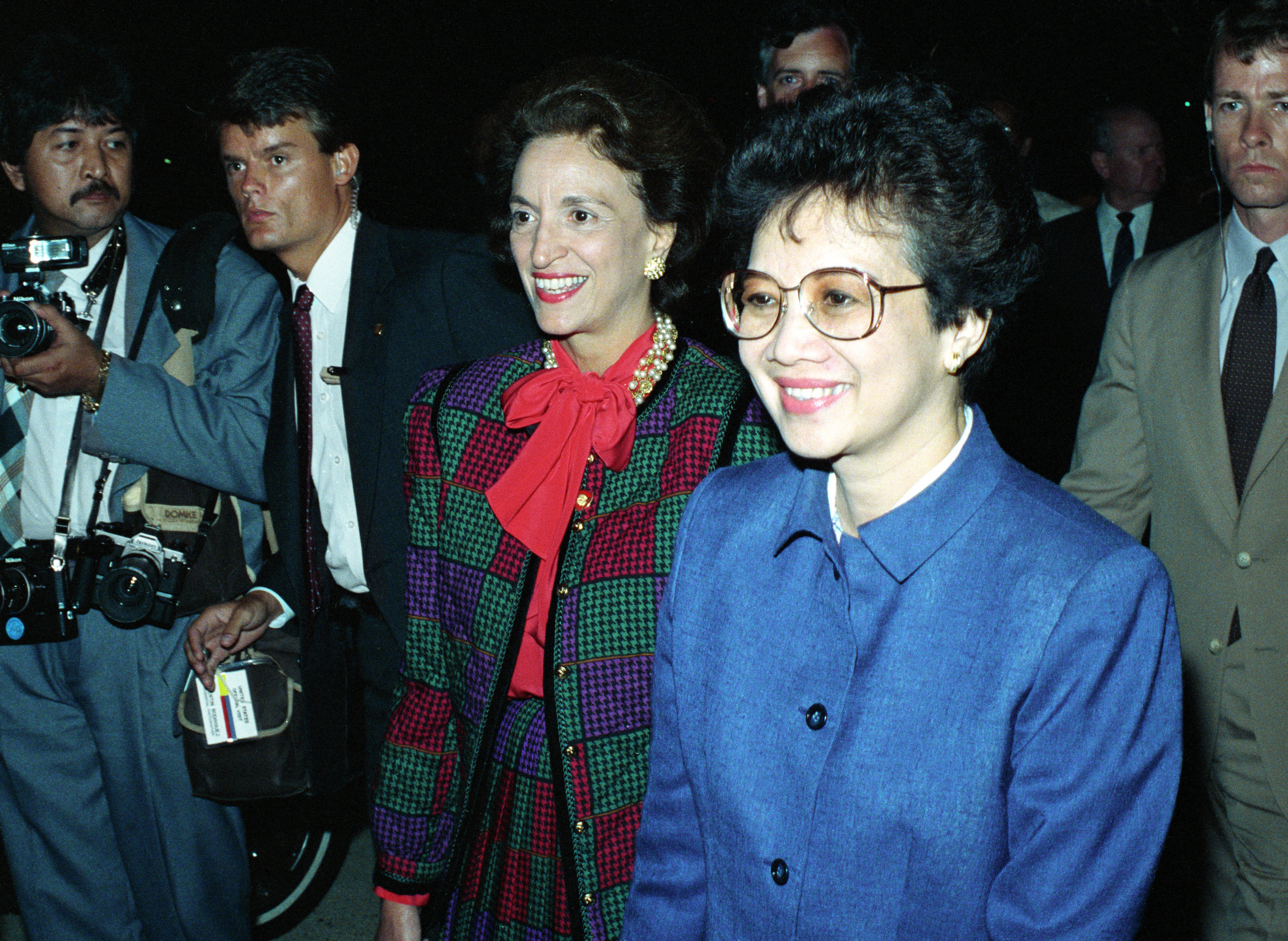
コラソン・アキノ

ニノイが暗殺されると、その遺志を継ぐことになった未亡人の“コリー”コラソン・アキノが注目されるようになった。1986年に、マルコスは国民の不満を解消するため大統領選挙を行ったが、出馬したコリーは徹底して反マルコスキャンペーンを行い、国民の大多数の支持を得た。
1986年2月7日、選挙管理委員会は「マルコスが勝利した」と発表したが、コリーと支持者達（選挙監視委員会「NAMFREL」英語: National Citizens' Movement for Free Elections：「自由な選挙のための全国市民運動」）は不正選挙が行われたとしてこれを受け入れず、抗議した。この抗議を支持した民衆が蜂起しエドゥサ革命（別名:イエロー革命、ピープルパワー革命）が起こり、軍の高官たちもマルコスを見放した（エンリレ国防相とフィデル・ラモス副参謀総長が、「マルコスをもうフィリピン共和国大統領とは認めない」と声明し、国防省のあるキャンプ・アギナルドに篭城、ラジオ・ベリタス・アジアも市民に二人の支援を呼びかけた）ため、マルコス一族はアメリカ合衆国のハワイに亡命した。
ニノイは、今日でも根強い人気を誇っており、フィリピン共和国の英雄である。2010年発行の新500ペソ札には、ニノイとコリーの夫婦肖像が印刷されており、ニノイが暗殺されたマニラ国際空港は「ニノイ・アキノ国際空港（NAIA）」と改称された。ニノイの息子ベニグノ・アキノ3世はタルラック選出の上院議員となり、2010年にフィリピン共和国大統領に就任し、新500ペソ紙幣には夫婦の肖像画の脇に、息子ノイノイの署名が書かれている。娘のクリス・アキノは、女優として活動している。